# Symphurus schultzi
Symphurus schultzi és un peix teleosti de la família dels cinoglòssids i de l'ordre dels pleuronectiformes que viu al sud del Mar de la Xina Meridional.